# Мережка

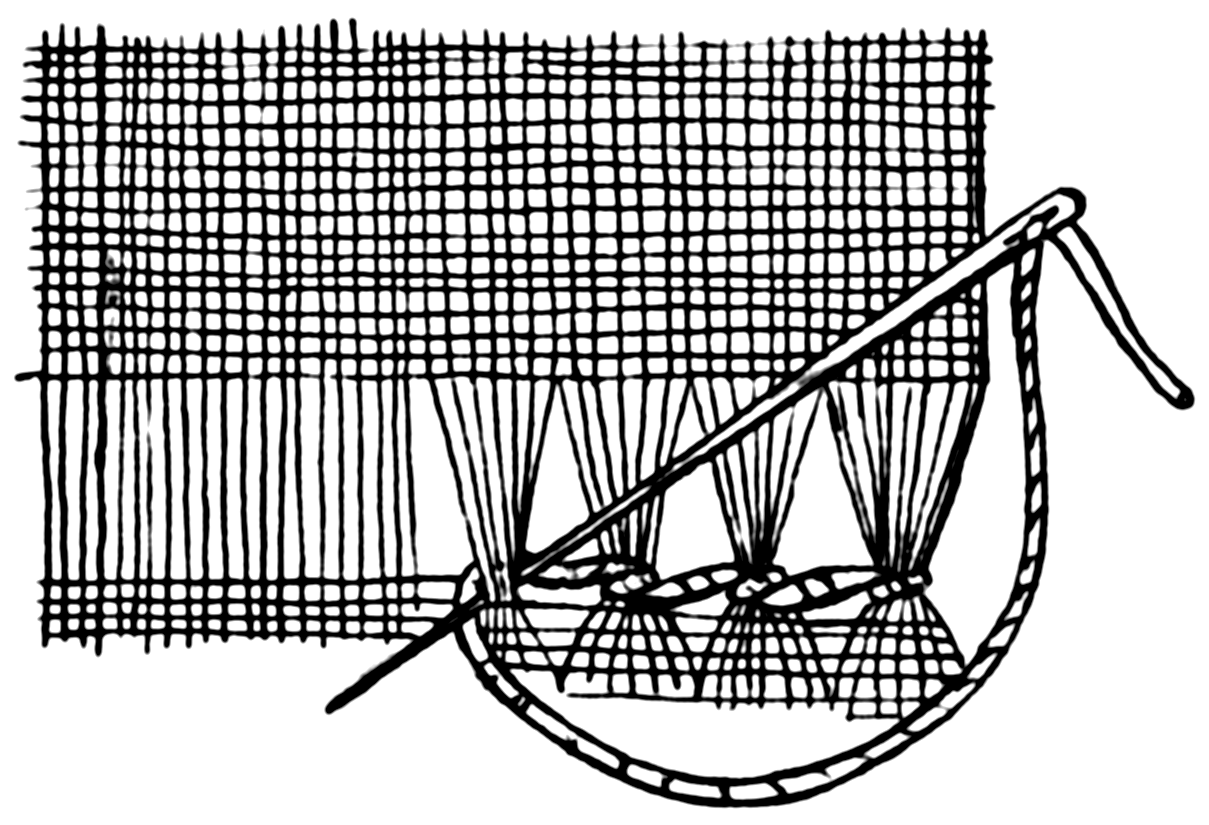
Схема выполнения

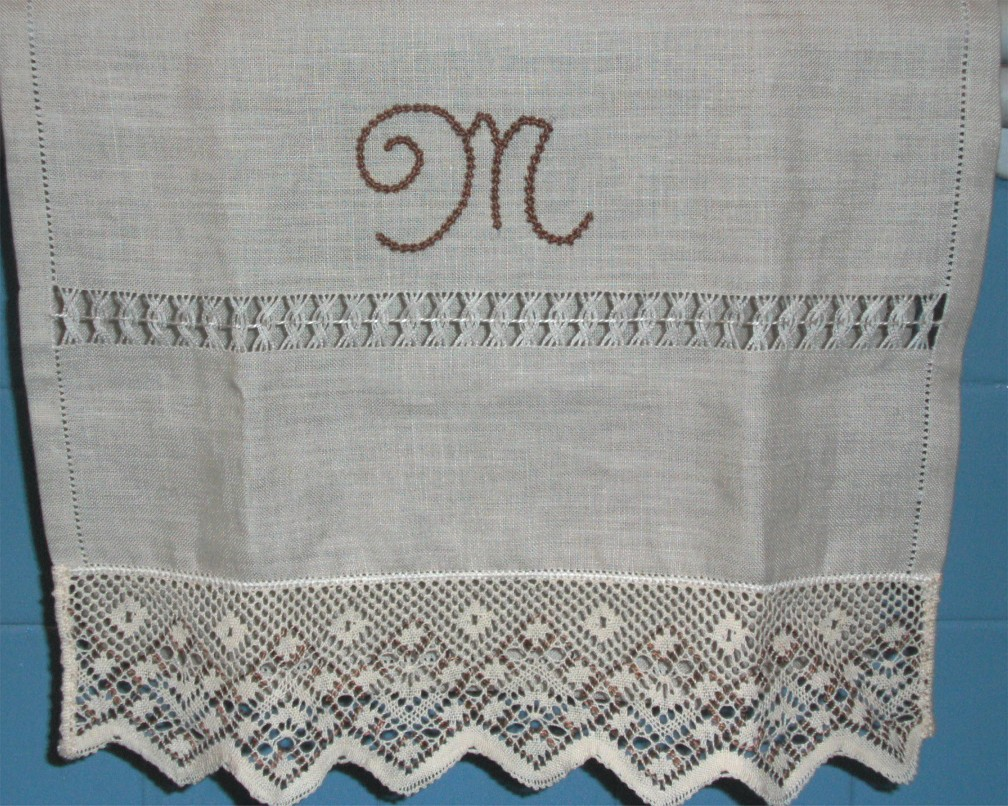
Пример выполнения мережки

Мережка — выполненные путём выдёргивания нитей из ткани кружевные строчки. Нити выдергивают только в одном направлении. Узор образуется за счёт собирания отдельных нитей в пучки. Для выполнения мережки используют ткани с плотной текстурой. По способу стягивания нитей в пучки различают различные виды мережки:
- сновочные;
- простые;
- многорядные;
- мережки с настилом;
- комбинированные.
- ядерные.

Мережка может присутствовать на изделии как самостоятельно, так и быть дополнена вышивкой.
Разновидностей мережек множество. 
Основные виды мережек: кисточка, столбик, козлик, жучок, панка, мережка, переплетенная в середине, рельефная, сновочная и мережка-настил.
Мережка «кисточка» является как бы основой всех остальных видов мережек и используется для подшивания готовых изделий. Пучки её состоят из 3-5 нитей, затянутых с одной стороны. Остальные виды мережки выполняются по принципу «кисточки» с изменением способов крепления — с двух сторон или с одной — и количества ниток в узоре.